# Patagotitan mayorum
Patagotitan mayorum ("titán de la Patagonia de la familia Mayo") es la única especie conocida del género de dinosaurio saurópodo titanosauriano Patagotitan, que vivió a mediados del período Cretácico, hace aproximadamente 101 millones de años durante el Cenomaniense, en lo que hoy es Sudamérica. Sus restos se hallaron en la Formación Cerro Barcino, en la provincia de Chubut, Argentina, en el centro de la Patagonia argentina.
El hallazgo de sus restos óseos fue dado a conocer en mayo de 2014. Los investigadores afirman que sería el animal terrestre más grande de todos los tiempos. Según datos estimados, su tamaño sería de 37,2 metros de longitud y 69 toneladas de peso. Aunque las estimaciones de masa posteriores indican una masa de 55 a 57 toneladas. Recibió su nombre en agosto de 2017.

## Descripción

Comparación del tamaño de un hombre adulto promedio y un ejemplar de Patagotitan mayorum. Cada cuadrado representa 1 metro cuadrado.

Patagotitan mayorum es una pieza clave para explicar el gigantismo de los titanosaurios patagónicos. En un video, José Luis Carballido y Diego Pol, contaron sobre el hallazgo, en los laboratorios del Museo Paleontológico Egidio Feruglio. Al igual que otros saurópodos titanosaurianos, Patagotitan era un herbívoro cuadrúpedo con un cuello y una cola largos y se destaca por su gran tamaño. Vivió durante el Cretácico Superior, hace entre 102 y 95 millones de años, en lo que entonces era una región boscosa. Los sedimentos indican que el proceso de sedimentación tuvo lugar con un entorno de baja energía, relacionado con las llanuras aluviales de un sistema de meandros. En 2014, los informes de noticias indicaron estimaciones de tamaño de 40 metros de largo con un peso de 77 toneladas. El escritor científico Riley Black había advertido en 2014 que aún era demasiado pronto para hacer estimaciones de tamaño con la certeza científica deseable. En 2017 la descripción de la especie de Patagotitan mayorum se publicó que estimó una longitud de 37 metros de largo, con un peso aproximado de 69 toneladas cuando se usa una ecuación de escala, y 44,2 a 77,6 toneladas cuando se utiliza el método volumétrico basado en modelos esqueléticos 3D. En 2019 Gregory S. Paul estimó a Patagotitan en 31 metros de longitud y 50-55 toneladas de peso utilizando modelos volumétricos, haciéndolo más pequeño que el Argentinosaurus, que se estimó en 35 metros o más de longitud y 65-75 toneladas de peso. Una estimación de masa utilizando una ecuación de escala revisada arrojó una estimación media de 57 toneladas, con un rango que incluye un margen de error de 42,5 a 71,4 toneladas, que se acerca a la estimación de 55 toneladas obtenidas previamente por el método volumétrico.
El húmero de Patagotitan tenía 1,67 metros de largo, más pequeño que el de otros gigantes como Notocolossus, 1,76 metros y Paralititan, 1.69 metros. Su fémur mide 2,38 metros de longitud, lo que lo convierte en el más largo conocido, aunque Paul estimó el tamaño total del fémur aislado, el espécimen MLP-DP 46-VIII-21-3, que se conoce como Argentinosaurus , en 2,575 metros haciéndolo más grande que Patagotitan. También notó que la longitud de la serie dorsal articulada era mayor en Argentinosaurus, 4,47 metros, que en Patagotitan, 3,67 metros. Los investigadores que describieron a Patagotitan declararon en los medios que Dado el tamaño de estos huesos, que superan a cualquiera de los animales gigantes conocidos anteriormente, el nuevo dinosaurio es el animal más grande conocido que caminó sobre la Tierra.

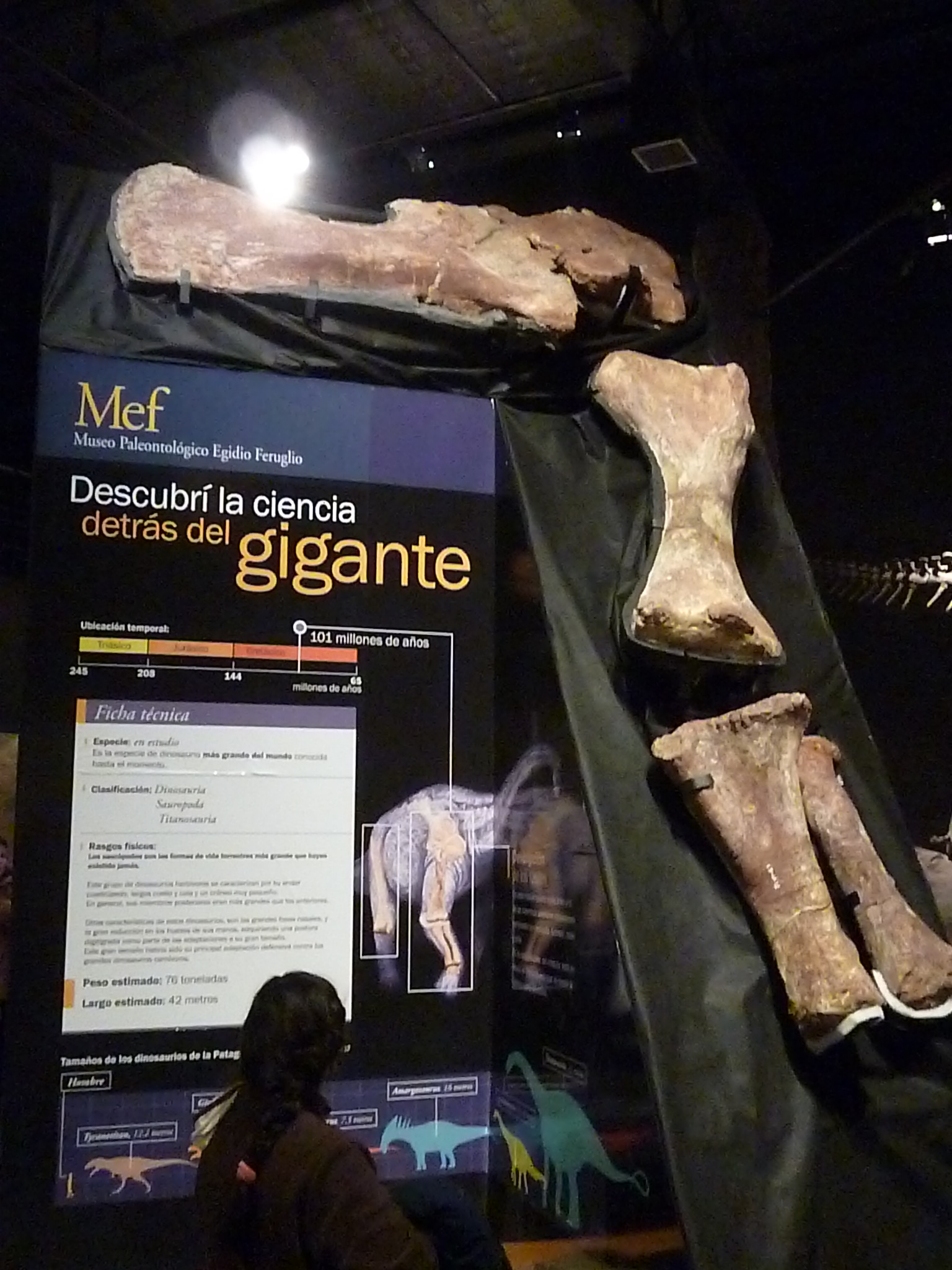
Omoplato y miembro anterior.

Tras la publicación de Patagotitan, Riley Black y el paleontólogo Matt Wedel advirtieron además contra el bombo mediático. En publicaciones de blog, Wedel señaló que, según las medidas disponibles, Patagotitan era comparable en tamaño a otros titanosaurianos gigantes conocidos, sin embargo, casi todas las medidas óseas que se pueden comparar son más grandes en Argentinosaurus. Wedel también criticó la técnica de estimación masiva de los investigadores. En otros estudios, el Argentinosaurus se ha estimado en 65 a 96,4 toneladas.
Los saurópodos son un infraorden de dinosaurios sauropodomorfos que vivieron desde el Triásico superior hasta el Cretácico superior, hace aproximadamente 210 y 66 millones de años, desde el Noriense hasta el Maastrichtiense, en lo que hoy es América, Asia, Europa, África, Oceanía y la Antártida. Un grupo de estos lo conformaban los titanosaurianos, Titanosauria. Eran cuadrúpedos herbívoros, frecuentemente de gran tamaño, de cabezas pequeñas, de cuellos relativamente largos y de cola de tipo látigo no era tan larga en comparación con otros saurópodos.

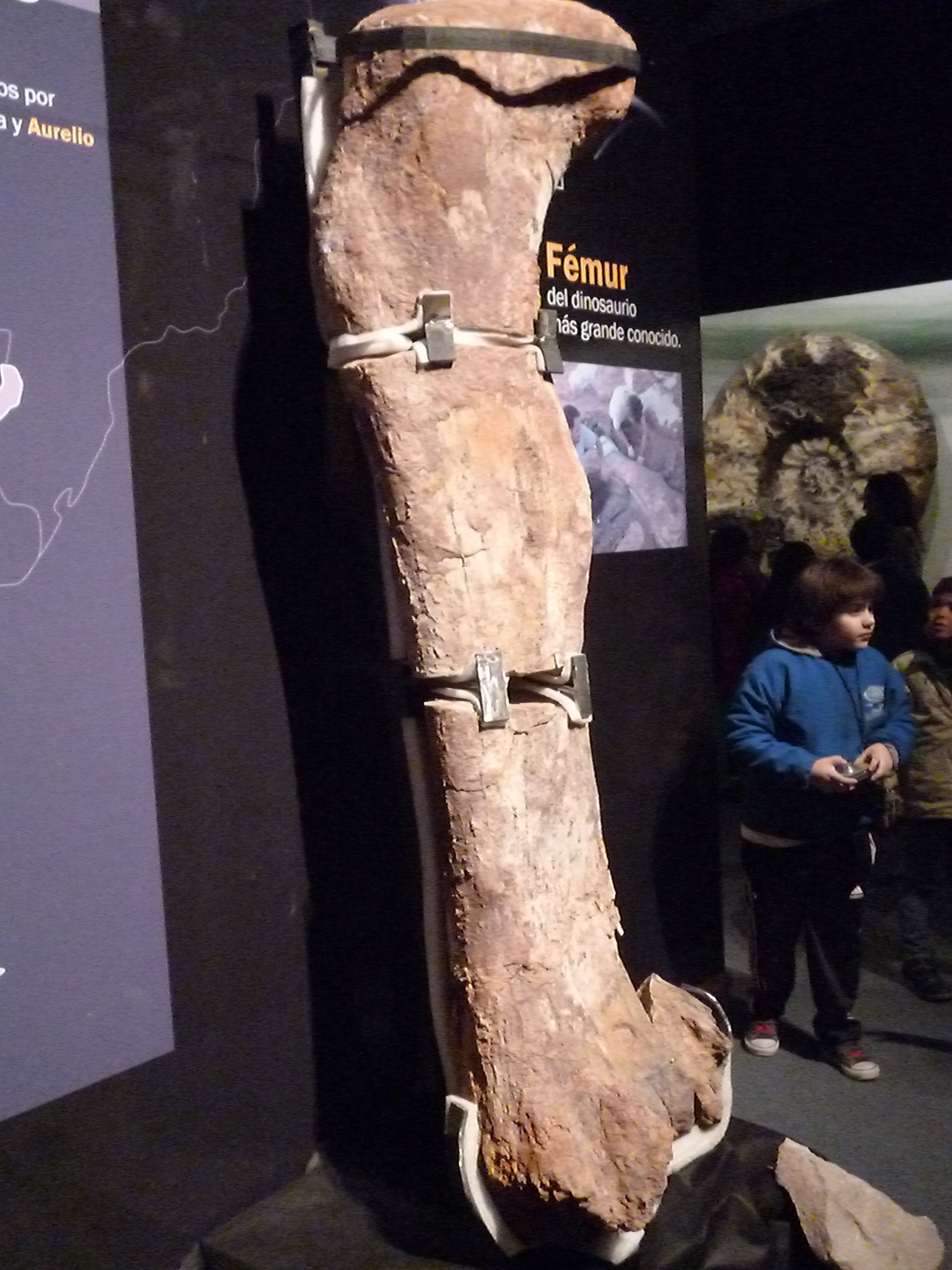
El fémur exhibido en el Museo Egidio Feruglio, de Trelew.

En el caso de la especie chubutense, se estima que vivió durante el Cretácico superior (hace alrededor de entre 101,6 y 95 millones de años). Hasta el momento del anuncio sólo se había retirado el 20 % del material que se estima podría encontrarse en el yacimiento.
Lo que torna al hallazgo un hecho trascendental para la ciencia a nivel mundial no sólo es el tamaño de los restos, sino también la perfecta conservación y la abundancia de piezas colectadas (de 7 ejemplares), pues los titanosaurios se conocen mayormente por restos fragmentarios de ejemplares aislados. De la especie ya se exhumaron la mayoría de los huesos (excepto el cráneo), entre los que se destacan: 10 vértebras dorsales, parte del cuello, la mayoría de las 40 vértebras caudales y los miembros anteriores y posteriores completos, por lo que se conseguirá reconstruir por completo al gigantesco dinosaurio.

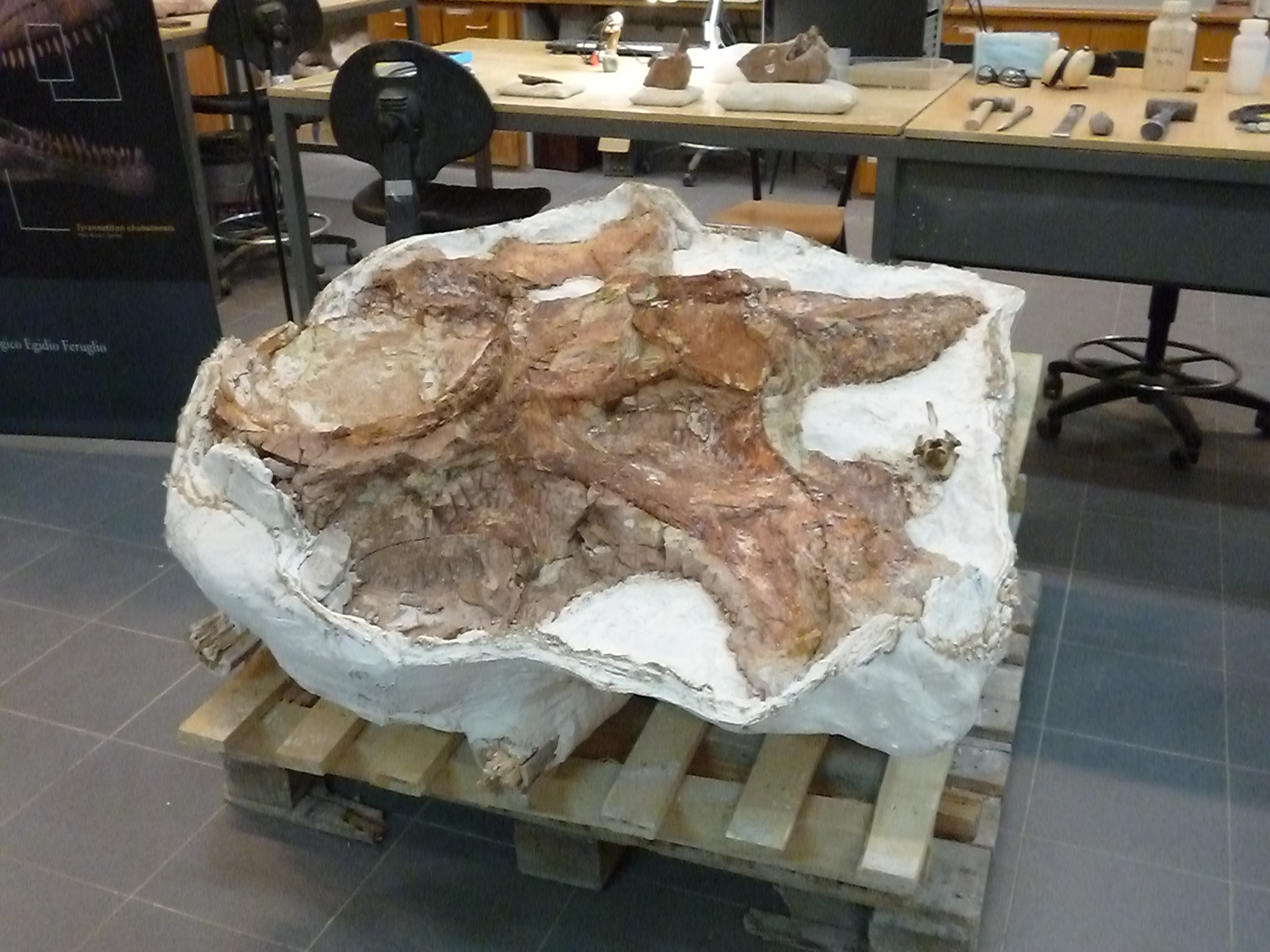
Una de las vértebras de este animal, sobre la que aún trabajan los científicos del Museo Feruglio. Junto a ella hay una vértebra de un caballo, utilizada como comparación de tamaño.

Mediante la comparación proporcional de los huesos extraídos de este dinosaurio con los de otros restos de especies ya conocidas, los paleontólogos estimaron que desde la cabeza a la cola mediría entre unos 36 y 42 metros y tendría una altura aproximada de 20 metros al erguir el cuello, lo que equivale a un edificio de siete plantas. Para el ejemplar exhumado se indicó un peso estimado de 76 a 80 toneladas, según lo indicaron los paleontólogos Pablo Puerta y José Luis Carballido, investigadores del Museo Feruglio, lo que representaría el tamaño de entre 14 y 15 elefantes africanos. Esto lo constituiría entre los animales terrestres conocidos más grandes de todo el planeta, siendo similar o superando al Argentinosaurus huinculensis, el dinosaurio más grande del cual se tiene buena evidencia. El escritor científico Brian Switek advirtió tras la presentación que era demasiado pronto para calcular el tamaño exacto de estos dinosaurios, en espera de la publicación científica formal.

### Rasgos distintivos
Los autores indicaron nueve rasgos distintivos de Patagotitan. Las primeras tres vértebras de la espalda tienen una lámina prezygodiapofisiales, una cresta que corre entre la apófisis articular anterior y la apófisis lateral, que es vertical porque la apófisis articular anterior está situada considerablemente más alta que la apófisis lateral. Con las dos primeras vértebras traseras, la cresta que corre hacia abajo desde el frente lateral de la columna neural tiene un bulto en la parte inferior. Procesos de articulación secundarios del hiposfeno-hipantro. El tipo complejo se limita a la articulación entre la tercera y cuarta vértebra de la espalda. Las vértebras de la espalda media y posterior tienen espinas neurales verticales. En la primera vértebra de la cola, el centro o cuerpo vertebral principal tiene una faceta de articulación plana al frente y una faceta convexa en la parte posterior. Las vértebras de la cola delantera tienen espinas neurales cuyo ancho transversal es de cuatro a seis veces más grande que su longitud medida de adelante hacia atrás. Las vértebras de la cola delantera tienen espinas neurales que muestran alguna bifurcación. El hueso de la parte superior del brazo tiene una protuberancia distintiva en el lado exterior trasero. El fémur tiene un borde recto en el lado exterior.

## Descubrimiento e investigación
Esta especie fue descrita originalmente junto con su género, en el año 2017 por los investigadores José L. Carballido, Diego Pol, Alejandro Otero, Ignacio A. Cerda, Leonardo Salgado, Alberto C. Garrido, Jahandar Ramezani, Néstor R. Cúneo y Javier M. Krause.

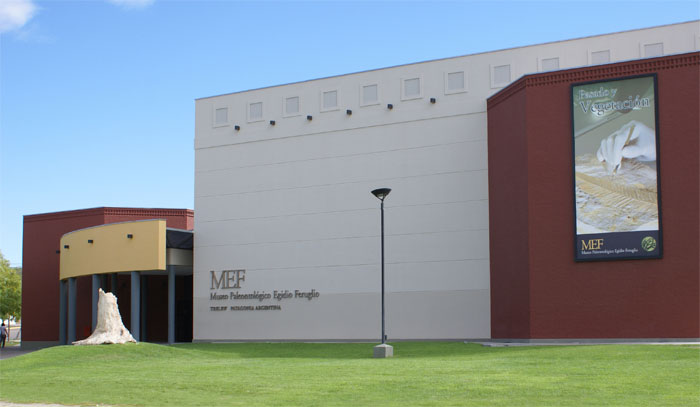
Museo Paleontológico Egidio Feruglio (MEF), en Trelew, institución donde se encuentran los restos de este dinosaurio.

El lugar del hallazgo se sitúa en el paraje El Sombrero, departamento Mártires, al sur del río Chubut, zona cercana a la localidad de Las Plumas, dentro del valle de los Mártires, a unos 260 kilómetros hacia el sudoeste de Trelew.

Mapa de la provincia del Chubut.

En el año 2008, el peón rural Aurelio Hernández, fallecido en el año 2012, mientras hacía una recorrida a caballo por parte de las 12 800 hectáreas de la estancia «La Flecha», en plena meseta chubutense, observó que sobresalía del terreno el extremo de un gigantesco fémur. El trabajador rural dio parte de su descubrimiento a los propietarios del establecimiento: los hermanos Alba y Oscar Mayo. Estos comunicaron el hallazgo a Pablo Puerta, un técnico en paleontología del Museo Paleontológico Egidio Feruglio situado en el casco histórico de la ciudad chubutense de Trelew. Personal de dicha institución municipal comenzó a visitar el sitio paleontológico en el año 2012. Para poder realizar la extracción los paleontólogos precisaban caminos para llevar las pesadas maquinarias que se necesitan emplear con restos fósiles de tamaña magnitud, y como el lugar se encontraba lejos del más próximo, requirieron de la ayuda de funcionarios de vialidad provincial para su trazado y construcción. Finalmente en enero de 2014 pudieron comenzar a desenterrar los restos óseos, los que fueron depositados en el museo citado. Los científicos descubrieron que junto al ejemplar se encontraban los vestigios petrificados de otros 6 especímenes (todos adultos), ubicados en un enorme campo de fósiles, que conservó restos con un inusual estado de preservación, inmersos en depósitos de la formación geológica «grupo Chubut». De los fémures encontrados, el menor midió 230 cm y el mayor 240 cm.

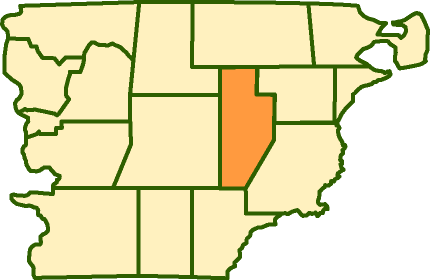
Mapa del departamento Mártires, en cuyo sector septentrional fue encontrado este dinosaurio.

La excavación fue realizada por paleontólogos del Museo de Paleontología Egidio Feruglio. Los científicos principales de la excavación fueron José Luis Carballido y Diego Pol, con financiación parcial de The Jurassic Foundation. Entre enero de 2013 y febrero de 2015 se realizaron siete expediciones de campo paleontológicas al sitio fósil de La Flecha, recuperando más de 200 fósiles, tanto de saurópodos como de terópodos, representados por 57 dientes. Se descubrieron al menos seis esqueletos parciales, que constan de aproximadamente 130 huesos, lo que convierte a Patagotitan en uno de los titanosaurianos más completos que se conocen actualmente. Acompañaban a las muestras de estos animales, troncos fosilizados e improntas de la vegetación que convivió con los mismos, lo que permite reconstruir parte de su ecosistema, el que contrastaba netamente con el paisaje frío y seco de hoy, pues crecía un frondoso bosque con árboles de unos 15 metros de alto, de los cuales se alimentaban los titanosaurios.
La especie tipo Patagotitan mayorum fue nombrada y descrita por José Luis Carballido, Diego Pol, Alejandro Otero, Ignacio Alejandro Cerda , Leonardo Salgado , Alberto Carlos Garrido, Jahandar Ramezani, Néstor Ruben Cúneo y Javier Marcelo Krause en 2017. El nombre genérico combina una referencia a la Patagonia con un Titán griego por la "fuerza y el gran tamaño" de este titanosauriano. El nombre de la especie honra a la familia Mayo, dueños del rancho La Flecha.

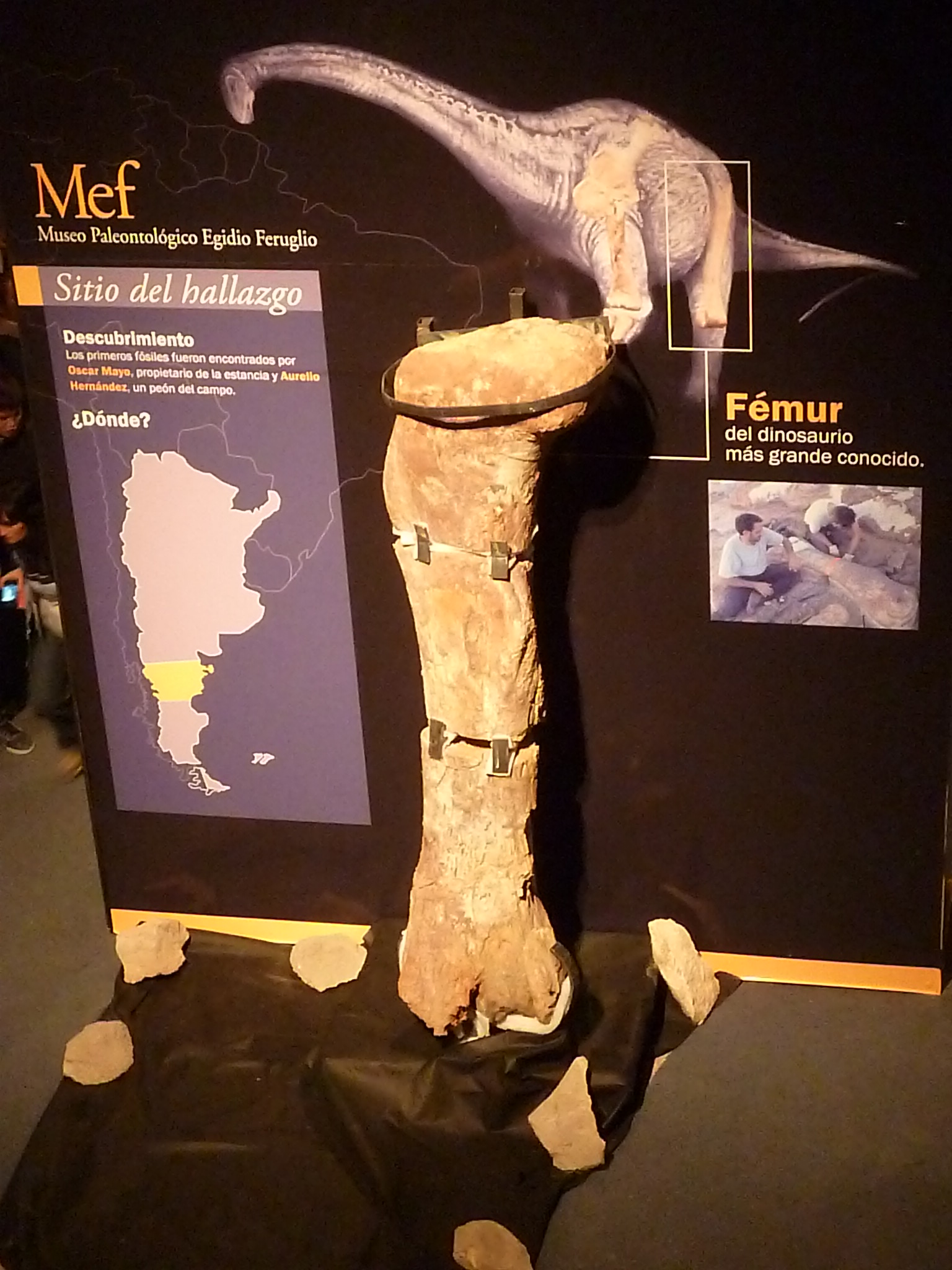
Fémur de Patagotitan.

El holotipo, MPEF-PV 3400, fue encontrado en una capa de la Formación Cerro Barcino, que data de finales del Albiense. El estrato particular tiene una edad de 101,62 hace más o menos 0,18 millones de años. El holotipo consiste en un esqueleto parcial que carece de cráneo. Contiene tres vértebras del cuello, seis vértebras traseras, seis vértebras delanteras de la cola, tres cheurones, costillas, ambos huesos del pecho, el escapulocoracoideo derecho de la cintura escapular, ambos huesos púbicos y ambos huesos del muslo. El esqueleto fue elegido como holotipo porque era el mejor conservado y también el que mostraba los rasgos más distintivos. Otros especímenes fueron designados como paratipos. El espécimen MPEF-PV 3399 es un segundo esqueleto que incluye seis vértebras del cuello, cuatro vértebras posteriores, una vértebra de la cola delantera, dieciséis vértebras de la cola trasera, costillas, galones, la parte inferior del brazo izquierdo, ambos isquiones, el hueso púbico izquierdo y el fémur izquierdo. La muestra MPEF-PV 3372 es un diente. El espécimen MPEF-PV 3393 es una vértebra de la cola trasera. La muestra MPEF-PV 3395 es un húmero izquierdo al igual que la muestra MPEF-PV 3396, mientras que la muestra MPEF-PV 3397 es un húmero derecho. La muestra MPEF-PV 3375 es un fémur izquierdo, mientras que MPEF-PV 3394 es derecho. Las muestras MPEF-PV 3391 y MPEF-PV3392 representan dos huesos de pantorrilla.
En un principio se creyó los ejemplares encontrados de este dinosaurio podrían haber conformado una manada, muriendo todos al mismo tiempo formando un «cementerio paleontológico». Junto a ellos se encontraron 57 dientes de Tyrannotitan chubutensis, un dinosaurio carnívoro que se postula que carroñaron los cuerpos de los gigantes herbívoros. Actualmente se cree que los animales encontrados, aunque excavados en una cantera, no murieron todos al mismo tiempo. Dentro del sedimento de 343 centímetros de espesor que contiene los fósiles, tres horizontes distintos pero estrechamente espaciados corresponden a tres eventos de entierro en los que los adultos jóvenes perecieron debido a las inundaciones. El agua no transportó más los cadáveres, sino que los cubrió con arenisca y lutita. Los animales eran aproximadamente del mismo tamaño, y no diferían más del 5% en longitud. Por lo que se puede determinar, todos los huesos descubiertos pertenecen a la misma especie y, por lo tanto, forman parte de un conjunto monoespecífico.

### Repercusión en los medios

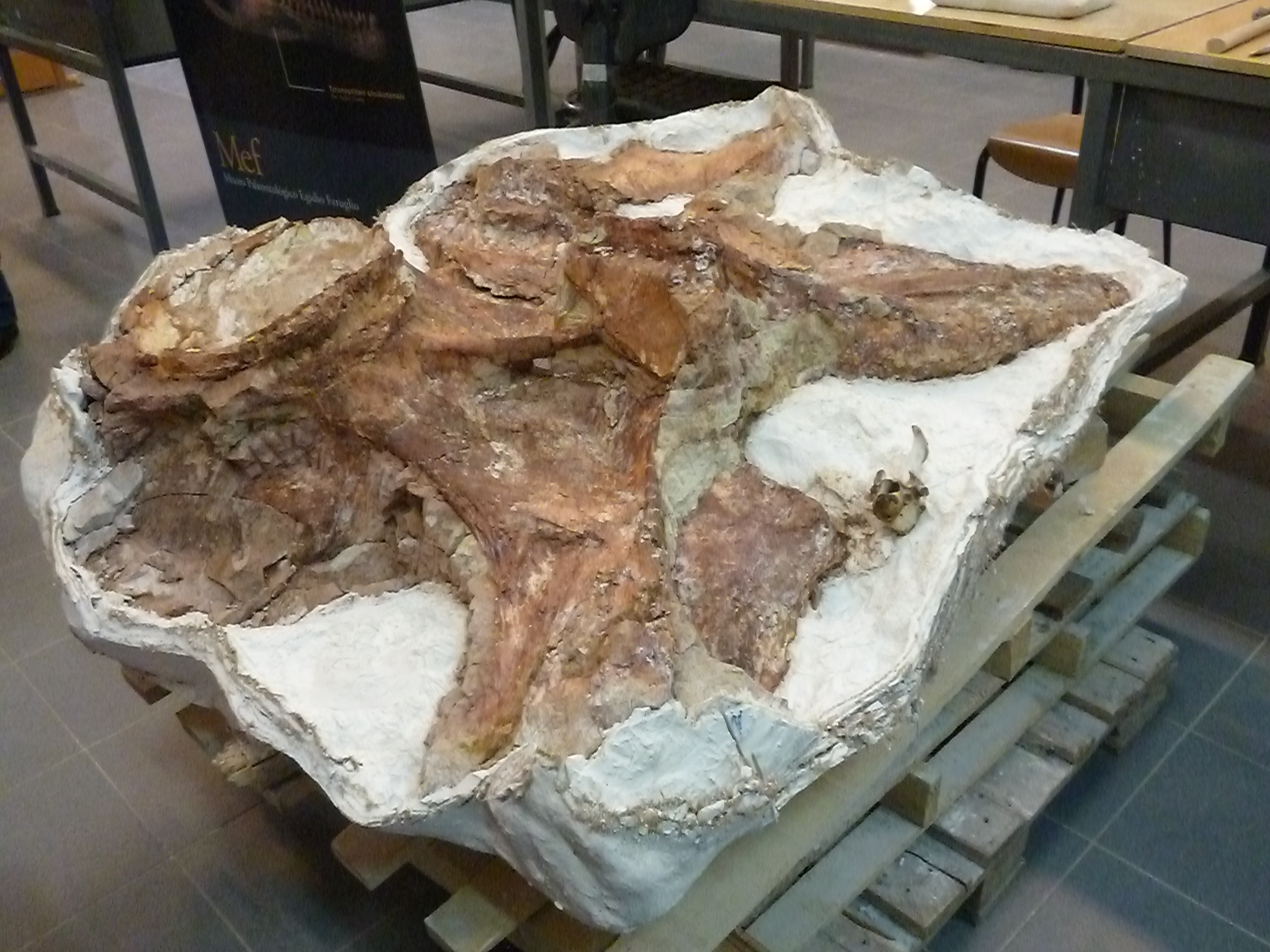
Vérterbra.

El anuncio fue dado a conocer el 16 de mayo de 2014, y lo realizó el director de ese centro científico, Rubén Cúneo. No fue dado a conocer antes pues esperaban definir más fehacientemente el tamaño y peso aproximado, y esto lo pudieron realizar recién en abril al desenterrar el fémur de 240 cm junto al húmero. Las autoridades del mismo proyectan construir una ampliación del mismo para poder exhibir el ejemplar completo y armado. Los investigadores indicaron que en un año se lo bautizará científicamente con la descripción formal de sus características. En una siguiente etapa, que concluiría dentro de 5 años, el equipo de especialistas estudiará con minuciosidad la histología completa de su anatomía, su crecimiento, su locomoción, su forma corporal, etc. La nomenclatura binominal de la especie se basó en la descripción de su tamaño y en honor a la región y a los propietarios de la estancia (de apellido Mayo) donde fue hallado.
Se especula que el lugar podría ser un atractivo para el turístico paleontológico, como ya ocurre en otros sectores de la Patagonia argentina.
La presentación del hallazgo en el museo fue difundida tanto por medios argentinos como internacionales. Señales como TN, CNN, Telefe, C5N, América TV, TV Pública, Canal 13 y BBC, entre otros cubrieron la noticia desde Trelew.
El 29 de junio, el intendente de Trelew anunció la puesta en marcha de un programa llamado «Una casita para el dinosaurio» que tendrá alcance nacional y el objetivo de ampliar el edificio del museo para colocar la réplica del titanosaurio.
La cadena británica BBC filmó un documental llamado Walking Giants y presentado por David Attenborough, sobre el hallazgo de los fósiles del titanosaurio gigante.
El museo y el equipo de investigadores anunció que una réplica montada del esqueleto articulado de la especie estaría armado para el 2016. Los fósiles del dinosaurio y la preparación de su reconstrucción fueron expuestos por segunda vez en el MEF a fines de junio de 2015.
El esqueleto reconstruido en su totalidad se exhibe de manera provisoria en el Predio Ferial de Trelew, desde octubre del 2015 hasta marzo de 2016. La réplica mide 40,5 metros de largo y demandó una inversión de 2 millones de pesos argentinos. En espera de la ampliación del edificio de la MEF para su exhibición permanente.
En enero de 2016 se inauguró una réplica del esqueleto de 37,2 metros de largo en el Museo Americano de Historia Natural de Nueva York.

### Equipo de investigadores
El equipo responsable del hallazgo está compuesto por paleontólogos pertenecientes al Museo Paleontológico Egidio Feruglio (MEF) y al Consejo Nacional de Investigaciones Científicas y Técnicas (CONICET). Los autores del trabajo publicado en la revista Proceedings of the Royal Society B son Rubén Cúneo, Investigador principal CONICET - MEF;  Diego Pol, Investigador principal CONICET- MEF , José Luis Carballido, Investigador adjunto CONICET- MEF; Marcelo Krause. Investigador adjunto CONICET- MEF; Alejandro Otero, Investigador adjunto CONICET- UNLP.; Ignacio Cerda, Investigador adjunto en el IIPG, CONICET-UNRN; Leonardo Salgado, Investigador principal en el IIPG, CONICET-UNRN.; Alberto Garrido, Museo Provincial de Ciencias Naturales ‘Juan Olsacher’; Jahan Ramezzani, Instituto Tecnológico de Massachusetts.
Un plantel de voluntarios y estudiantes brindó apoyo al personal del museo participando de las excavaciones; los profesionales les pidieron que hasta que la noticia se hiciese oficial, debían abstenerse de dar información del hecho y lugar, así como tampoco debían publicar fotos en las redes sociales.

## Clasificación
En 2017, Patagotitan se colocó, dentro de Titanosauria, en Eutitanosauria y más precisamente en Lognkosauria, como una especie hermana de Argentinosaurus. Varios subclados de Titanosauria habrían adquirido de forma independiente una gran masa corporal. Uno de estos eventos habría tenido lugar en la base del clado Notocolossus + Lognkosauria , lo que habría llevado a triplicar el peso de un máximo de veinte a un máximo de sesenta toneladas.

### Filogenia

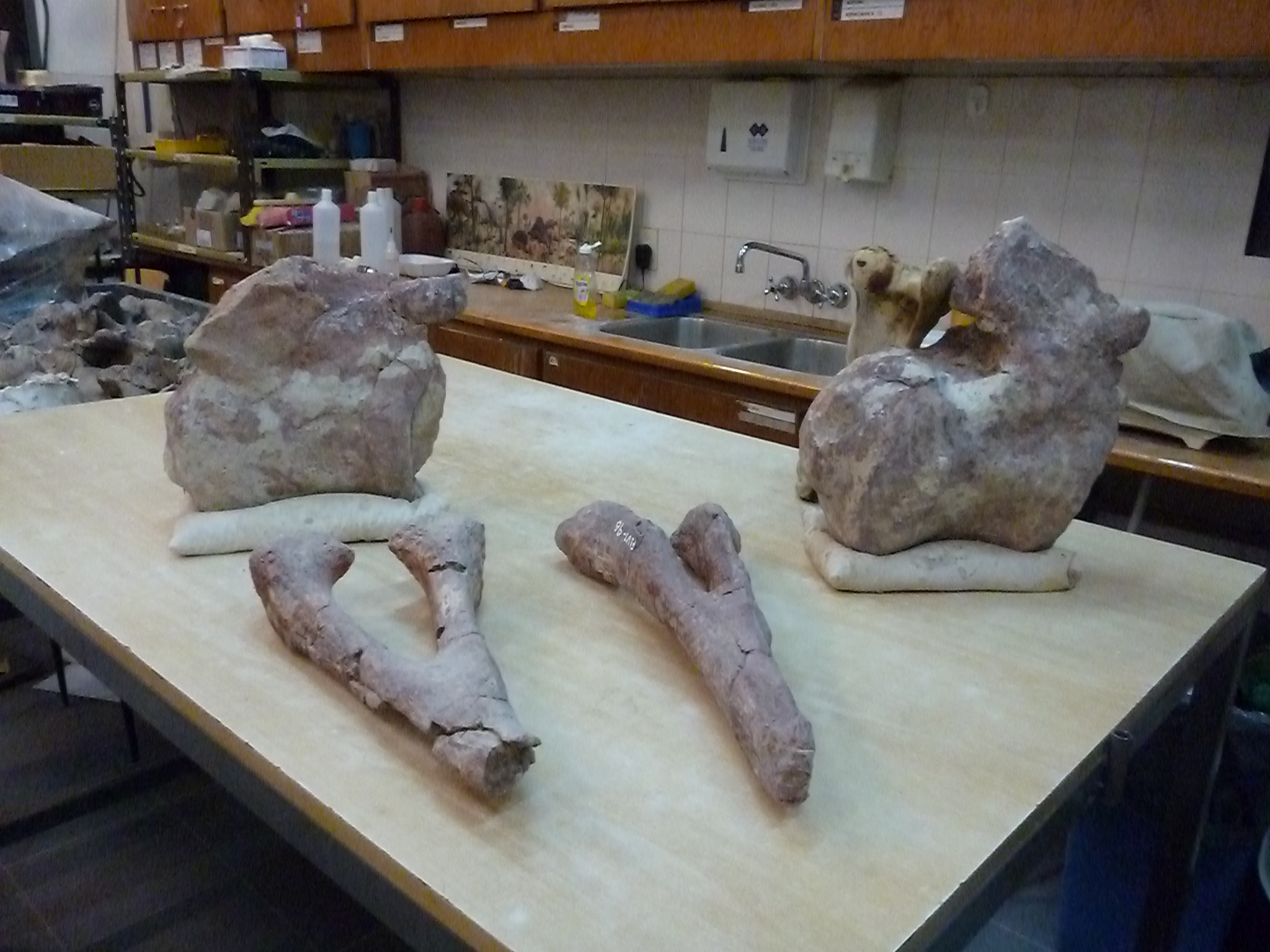
Cheurones y otros restos óseos.

Esqueleto reconstruido en exhibición en el Museo Americano de Historia Natural, Nueva York.

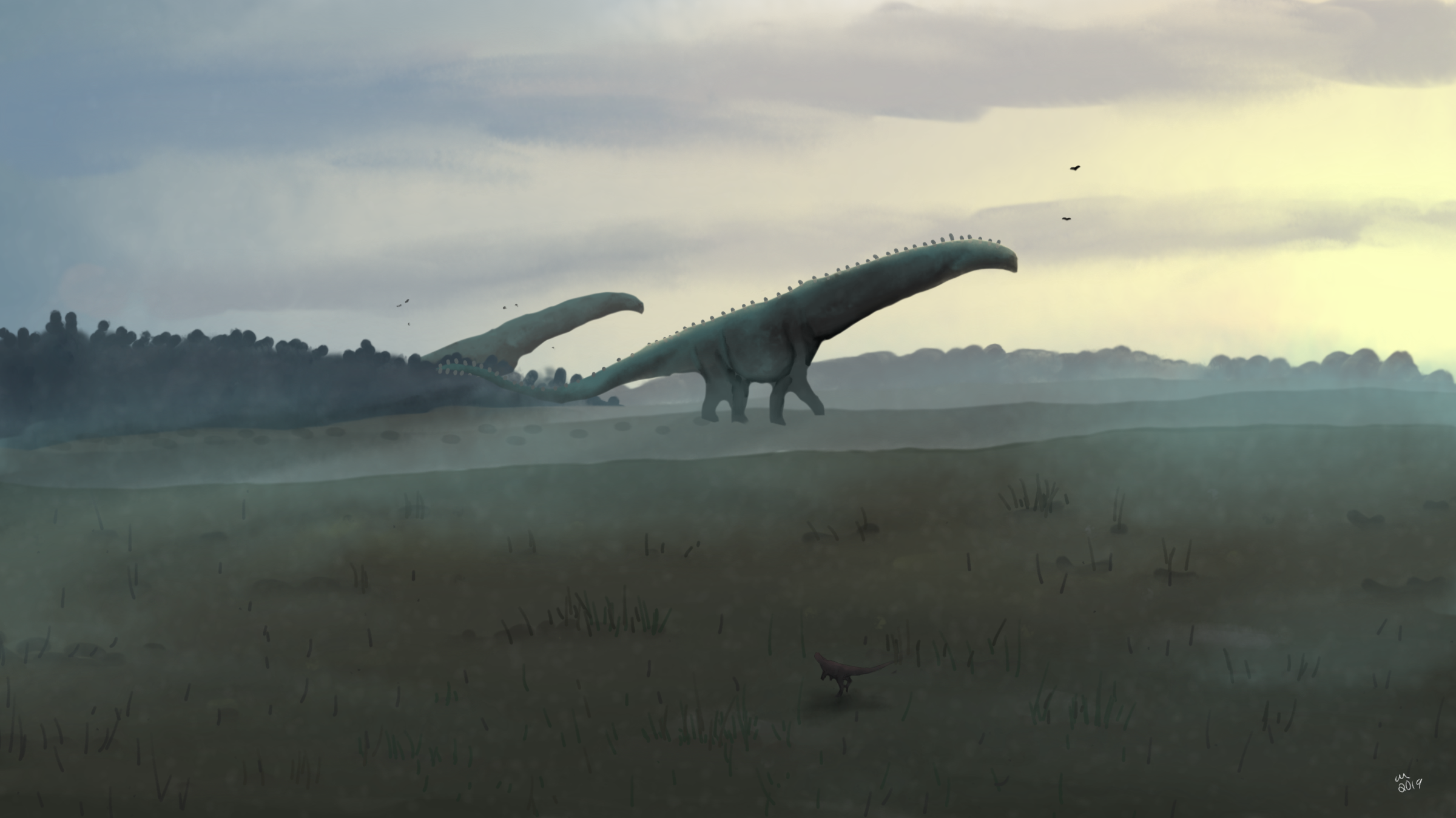
Representación en vida.

|  | Rapetosaurus                                               |
|  |                                                            |
|  | \| \| Isisaurus \| \| \| \| \| \| Tapuiasaurus \| \| \| \| |
|  |                                                            |
|  | Isisaurus                                                  |
|  |                                                            |
|  | Tapuiasaurus                                               |
|  |                                                            |

|  | Isisaurus    |
|  |              |
|  | Tapuiasaurus |
|  |              |

|  | Rapetosaurus                                               |
|  |                                                            |
|  | \| \| Isisaurus \| \| \| \| \| \| Tapuiasaurus \| \| \| \| |
|  |                                                            |
|  | Isisaurus                                                  |
|  |                                                            |
|  | Tapuiasaurus                                               |
|  |                                                            |

|  | Isisaurus    |
|  |              |
|  | Tapuiasaurus |
|  |              |

|  | Rapetosaurus                                               |
|  |                                                            |
|  | \| \| Isisaurus \| \| \| \| \| \| Tapuiasaurus \| \| \| \| |
|  |                                                            |
|  | Isisaurus                                                  |
|  |                                                            |
|  | Tapuiasaurus                                               |
|  |                                                            |

|  | Isisaurus    |
|  |              |
|  | Tapuiasaurus |
|  |              |

|  | Rapetosaurus                                               |
|  |                                                            |
|  | \| \| Isisaurus \| \| \| \| \| \| Tapuiasaurus \| \| \| \| |
|  |                                                            |
|  | Isisaurus                                                  |
|  |                                                            |
|  | Tapuiasaurus                                               |
|  |                                                            |

|  | Isisaurus    |
|  |              |
|  | Tapuiasaurus |
|  |              |

|  | Rapetosaurus                                               |
|  |                                                            |
|  | \| \| Isisaurus \| \| \| \| \| \| Tapuiasaurus \| \| \| \| |
|  |                                                            |
|  | Isisaurus                                                  |
|  |                                                            |
|  | Tapuiasaurus                                               |
|  |                                                            |

|  | Isisaurus    |
|  |              |
|  | Tapuiasaurus |
|  |              |

|  | Rapetosaurus                                               |
|  |                                                            |
|  | \| \| Isisaurus \| \| \| \| \| \| Tapuiasaurus \| \| \| \| |
|  |                                                            |
|  | Isisaurus                                                  |
|  |                                                            |
|  | Tapuiasaurus                                               |
|  |                                                            |

|  | Isisaurus    |
|  |              |
|  | Tapuiasaurus |
|  |              |

|  | Rapetosaurus                                               |
|  |                                                            |
|  | \| \| Isisaurus \| \| \| \| \| \| Tapuiasaurus \| \| \| \| |
|  |                                                            |
|  | Isisaurus                                                  |
|  |                                                            |
|  | Tapuiasaurus                                               |
|  |                                                            |

|  | Isisaurus    |
|  |              |
|  | Tapuiasaurus |
|  |              |

|  | Rapetosaurus                                               |
|  |                                                            |
|  | \| \| Isisaurus \| \| \| \| \| \| Tapuiasaurus \| \| \| \| |
|  |                                                            |
|  | Isisaurus                                                  |
|  |                                                            |
|  | Tapuiasaurus                                               |
|  |                                                            |

|  | Isisaurus    |
|  |              |
|  | Tapuiasaurus |
|  |              |

|  | Rapetosaurus                                               |
|  |                                                            |
|  | \| \| Isisaurus \| \| \| \| \| \| Tapuiasaurus \| \| \| \| |
|  |                                                            |
|  | Isisaurus                                                  |
|  |                                                            |
|  | Tapuiasaurus                                               |
|  |                                                            |

|  | Isisaurus    |
|  |              |
|  | Tapuiasaurus |
|  |              |

|  | Rapetosaurus                                               |
|  |                                                            |
|  | \| \| Isisaurus \| \| \| \| \| \| Tapuiasaurus \| \| \| \| |
|  |                                                            |
|  | Isisaurus                                                  |
|  |                                                            |
|  | Tapuiasaurus                                               |
|  |                                                            |

|  | Isisaurus    |
|  |              |
|  | Tapuiasaurus |
|  |              |

|  | Rapetosaurus                                               |
|  |                                                            |
|  | \| \| Isisaurus \| \| \| \| \| \| Tapuiasaurus \| \| \| \| |
|  |                                                            |
|  | Isisaurus                                                  |
|  |                                                            |
|  | Tapuiasaurus                                               |
|  |                                                            |

|  | Isisaurus    |
|  |              |
|  | Tapuiasaurus |
|  |              |

|  | Rapetosaurus                                               |
|  |                                                            |
|  | \| \| Isisaurus \| \| \| \| \| \| Tapuiasaurus \| \| \| \| |
|  |                                                            |
|  | Isisaurus                                                  |
|  |                                                            |
|  | Tapuiasaurus                                               |
|  |                                                            |

|  | Isisaurus    |
|  |              |
|  | Tapuiasaurus |
|  |              |

|  | Rapetosaurus                                               |
|  |                                                            |
|  | \| \| Isisaurus \| \| \| \| \| \| Tapuiasaurus \| \| \| \| |
|  |                                                            |
|  | Isisaurus                                                  |
|  |                                                            |
|  | Tapuiasaurus                                               |
|  |                                                            |

|  | Isisaurus    |
|  |              |
|  | Tapuiasaurus |
|  |              |

|  | Rapetosaurus                                               |
|  |                                                            |
|  | \| \| Isisaurus \| \| \| \| \| \| Tapuiasaurus \| \| \| \| |
|  |                                                            |
|  | Isisaurus                                                  |
|  |                                                            |
|  | Tapuiasaurus                                               |
|  |                                                            |

|  | Isisaurus    |
|  |              |
|  | Tapuiasaurus |
|  |              |

|  | Rapetosaurus                                               |
|  |                                                            |
|  | \| \| Isisaurus \| \| \| \| \| \| Tapuiasaurus \| \| \| \| |
|  |                                                            |
|  | Isisaurus                                                  |
|  |                                                            |
|  | Tapuiasaurus                                               |
|  |                                                            |

|  | Isisaurus    |
|  |              |
|  | Tapuiasaurus |
|  |              |

|  | Rapetosaurus                                               |
|  |                                                            |
|  | \| \| Isisaurus \| \| \| \| \| \| Tapuiasaurus \| \| \| \| |
|  |                                                            |
|  | Isisaurus                                                  |
|  |                                                            |
|  | Tapuiasaurus                                               |
|  |                                                            |

|  | Isisaurus    |
|  |              |
|  | Tapuiasaurus |
|  |              |

|  | Muyelensaurus                                               |
|  |                                                             |
|  | \| \| Aeolosaurus \| \| \| \| \| \| Overosaurus \| \| \| \| |
|  |                                                             |
|  | Aeolosaurus                                                 |
|  |                                                             |
|  | Overosaurus                                                 |
|  |                                                             |

|  | Aeolosaurus |
|  |             |
|  | Overosaurus |
|  |             |

|  | Muyelensaurus                                               |
|  |                                                             |
|  | \| \| Aeolosaurus \| \| \| \| \| \| Overosaurus \| \| \| \| |
|  |                                                             |
|  | Aeolosaurus                                                 |
|  |                                                             |
|  | Overosaurus                                                 |
|  |                                                             |

|  | Aeolosaurus |
|  |             |
|  | Overosaurus |
|  |             |

|  | Futalognkosaurus |
|  |                  |
|  | Quetecsaurus     |
|  |                  |

|  | Puertasaurus                                                    |
|  |                                                                 |
|  | Drusilasaura                                                    |
|  |                                                                 |
|  | \| \| Argentinosaurus \| \| \| \| \| \| Patagotitan \| \| \| \| |
|  |                                                                 |
|  | Argentinosaurus                                                 |
|  |                                                                 |
|  | Patagotitan                                                     |
|  |                                                                 |

|  | Argentinosaurus |
|  |                 |
|  | Patagotitan     |
|  |                 |

|  | Futalognkosaurus |
|  |                  |
|  | Quetecsaurus     |
|  |                  |

|  | Puertasaurus                                                    |
|  |                                                                 |
|  | Drusilasaura                                                    |
|  |                                                                 |
|  | \| \| Argentinosaurus \| \| \| \| \| \| Patagotitan \| \| \| \| |
|  |                                                                 |
|  | Argentinosaurus                                                 |
|  |                                                                 |
|  | Patagotitan                                                     |
|  |                                                                 |

|  | Argentinosaurus |
|  |                 |
|  | Patagotitan     |
|  |                 |

|  | Futalognkosaurus |
|  |                  |
|  | Quetecsaurus     |
|  |                  |

|  | Puertasaurus                                                    |
|  |                                                                 |
|  | Drusilasaura                                                    |
|  |                                                                 |
|  | \| \| Argentinosaurus \| \| \| \| \| \| Patagotitan \| \| \| \| |
|  |                                                                 |
|  | Argentinosaurus                                                 |
|  |                                                                 |
|  | Patagotitan                                                     |
|  |                                                                 |

|  | Argentinosaurus |
|  |                 |
|  | Patagotitan     |
|  |                 |

|  | Futalognkosaurus |
|  |                  |
|  | Quetecsaurus     |
|  |                  |

|  | Puertasaurus                                                    |
|  |                                                                 |
|  | Drusilasaura                                                    |
|  |                                                                 |
|  | \| \| Argentinosaurus \| \| \| \| \| \| Patagotitan \| \| \| \| |
|  |                                                                 |
|  | Argentinosaurus                                                 |
|  |                                                                 |
|  | Patagotitan                                                     |
|  |                                                                 |

|  | Argentinosaurus |
|  |                 |
|  | Patagotitan     |
|  |                 |

|  | Futalognkosaurus |
|  |                  |
|  | Quetecsaurus     |
|  |                  |

|  | Puertasaurus                                                    |
|  |                                                                 |
|  | Drusilasaura                                                    |
|  |                                                                 |
|  | \| \| Argentinosaurus \| \| \| \| \| \| Patagotitan \| \| \| \| |
|  |                                                                 |
|  | Argentinosaurus                                                 |
|  |                                                                 |
|  | Patagotitan                                                     |
|  |                                                                 |

|  | Argentinosaurus |
|  |                 |
|  | Patagotitan     |
|  |                 |

|  | Futalognkosaurus |
|  |                  |
|  | Quetecsaurus     |
|  |                  |

|  | Puertasaurus                                                    |
|  |                                                                 |
|  | Drusilasaura                                                    |
|  |                                                                 |
|  | \| \| Argentinosaurus \| \| \| \| \| \| Patagotitan \| \| \| \| |
|  |                                                                 |
|  | Argentinosaurus                                                 |
|  |                                                                 |
|  | Patagotitan                                                     |
|  |                                                                 |

|  | Argentinosaurus |
|  |                 |
|  | Patagotitan     |
|  |                 |

|  | Futalognkosaurus |
|  |                  |
|  | Quetecsaurus     |
|  |                  |

|  | Puertasaurus                                                    |
|  |                                                                 |
|  | Drusilasaura                                                    |
|  |                                                                 |
|  | \| \| Argentinosaurus \| \| \| \| \| \| Patagotitan \| \| \| \| |
|  |                                                                 |
|  | Argentinosaurus                                                 |
|  |                                                                 |
|  | Patagotitan                                                     |
|  |                                                                 |

|  | Argentinosaurus |
|  |                 |
|  | Patagotitan     |
|  |                 |

|  | Futalognkosaurus |
|  |                  |
|  | Quetecsaurus     |
|  |                  |

|  | Puertasaurus                                                    |
|  |                                                                 |
|  | Drusilasaura                                                    |
|  |                                                                 |
|  | \| \| Argentinosaurus \| \| \| \| \| \| Patagotitan \| \| \| \| |
|  |                                                                 |
|  | Argentinosaurus                                                 |
|  |                                                                 |
|  | Patagotitan                                                     |
|  |                                                                 |

|  | Argentinosaurus |
|  |                 |
|  | Patagotitan     |
|  |                 |

|  | Futalognkosaurus |
|  |                  |
|  | Quetecsaurus     |
|  |                  |

|  | Puertasaurus                                                    |
|  |                                                                 |
|  | Drusilasaura                                                    |
|  |                                                                 |
|  | \| \| Argentinosaurus \| \| \| \| \| \| Patagotitan \| \| \| \| |
|  |                                                                 |
|  | Argentinosaurus                                                 |
|  |                                                                 |
|  | Patagotitan                                                     |
|  |                                                                 |

|  | Argentinosaurus |
|  |                 |
|  | Patagotitan     |
|  |                 |

|  | Futalognkosaurus |
|  |                  |
|  | Quetecsaurus     |
|  |                  |

|  | Puertasaurus                                                    |
|  |                                                                 |
|  | Drusilasaura                                                    |
|  |                                                                 |
|  | \| \| Argentinosaurus \| \| \| \| \| \| Patagotitan \| \| \| \| |
|  |                                                                 |
|  | Argentinosaurus                                                 |
|  |                                                                 |
|  | Patagotitan                                                     |
|  |                                                                 |

|  | Argentinosaurus |
|  |                 |
|  | Patagotitan     |
|  |                 |

|  | Futalognkosaurus |
|  |                  |
|  | Quetecsaurus     |
|  |                  |

|  | Puertasaurus                                                    |
|  |                                                                 |
|  | Drusilasaura                                                    |
|  |                                                                 |
|  | \| \| Argentinosaurus \| \| \| \| \| \| Patagotitan \| \| \| \| |
|  |                                                                 |
|  | Argentinosaurus                                                 |
|  |                                                                 |
|  | Patagotitan                                                     |
|  |                                                                 |

|  | Argentinosaurus |
|  |                 |
|  | Patagotitan     |
|  |                 |

|  | Futalognkosaurus |
|  |                  |
|  | Quetecsaurus     |
|  |                  |

|  | Puertasaurus                                                    |
|  |                                                                 |
|  | Drusilasaura                                                    |
|  |                                                                 |
|  | \| \| Argentinosaurus \| \| \| \| \| \| Patagotitan \| \| \| \| |
|  |                                                                 |
|  | Argentinosaurus                                                 |
|  |                                                                 |
|  | Patagotitan                                                     |
|  |                                                                 |

|  | Argentinosaurus |
|  |                 |
|  | Patagotitan     |
|  |                 |

|  | Futalognkosaurus |
|  |                  |
|  | Quetecsaurus     |
|  |                  |

|  | Puertasaurus                                                    |
|  |                                                                 |
|  | Drusilasaura                                                    |
|  |                                                                 |
|  | \| \| Argentinosaurus \| \| \| \| \| \| Patagotitan \| \| \| \| |
|  |                                                                 |
|  | Argentinosaurus                                                 |
|  |                                                                 |
|  | Patagotitan                                                     |
|  |                                                                 |

|  | Argentinosaurus |
|  |                 |
|  | Patagotitan     |
|  |                 |

|  | Futalognkosaurus |
|  |                  |
|  | Quetecsaurus     |
|  |                  |

|  | Puertasaurus                                                    |
|  |                                                                 |
|  | Drusilasaura                                                    |
|  |                                                                 |
|  | \| \| Argentinosaurus \| \| \| \| \| \| Patagotitan \| \| \| \| |
|  |                                                                 |
|  | Argentinosaurus                                                 |
|  |                                                                 |
|  | Patagotitan                                                     |
|  |                                                                 |

|  | Argentinosaurus |
|  |                 |
|  | Patagotitan     |
|  |                 |

|  | Futalognkosaurus |
|  |                  |
|  | Quetecsaurus     |
|  |                  |

|  | Puertasaurus                                                    |
|  |                                                                 |
|  | Drusilasaura                                                    |
|  |                                                                 |
|  | \| \| Argentinosaurus \| \| \| \| \| \| Patagotitan \| \| \| \| |
|  |                                                                 |
|  | Argentinosaurus                                                 |
|  |                                                                 |
|  | Patagotitan                                                     |
|  |                                                                 |

|  | Argentinosaurus |
|  |                 |
|  | Patagotitan     |
|  |                 |

|  | Futalognkosaurus |
|  |                  |
|  | Quetecsaurus     |
|  |                  |

|  | Puertasaurus                                                    |
|  |                                                                 |
|  | Drusilasaura                                                    |
|  |                                                                 |
|  | \| \| Argentinosaurus \| \| \| \| \| \| Patagotitan \| \| \| \| |
|  |                                                                 |
|  | Argentinosaurus                                                 |
|  |                                                                 |
|  | Patagotitan                                                     |
|  |                                                                 |

|  | Argentinosaurus |
|  |                 |
|  | Patagotitan     |
|  |                 |

|  | Muyelensaurus                                               |
|  |                                                             |
|  | \| \| Aeolosaurus \| \| \| \| \| \| Overosaurus \| \| \| \| |
|  |                                                             |
|  | Aeolosaurus                                                 |
|  |                                                             |
|  | Overosaurus                                                 |
|  |                                                             |

|  | Aeolosaurus |
|  |             |
|  | Overosaurus |
|  |             |

|  | Muyelensaurus                                               |
|  |                                                             |
|  | \| \| Aeolosaurus \| \| \| \| \| \| Overosaurus \| \| \| \| |
|  |                                                             |
|  | Aeolosaurus                                                 |
|  |                                                             |
|  | Overosaurus                                                 |
|  |                                                             |

|  | Aeolosaurus |
|  |             |
|  | Overosaurus |
|  |             |

|  | Futalognkosaurus |
|  |                  |
|  | Quetecsaurus     |
|  |                  |

|  | Puertasaurus                                                    |
|  |                                                                 |
|  | Drusilasaura                                                    |
|  |                                                                 |
|  | \| \| Argentinosaurus \| \| \| \| \| \| Patagotitan \| \| \| \| |
|  |                                                                 |
|  | Argentinosaurus                                                 |
|  |                                                                 |
|  | Patagotitan                                                     |
|  |                                                                 |

|  | Argentinosaurus |
|  |                 |
|  | Patagotitan     |
|  |                 |

|  | Futalognkosaurus |
|  |                  |
|  | Quetecsaurus     |
|  |                  |

|  | Puertasaurus                                                    |
|  |                                                                 |
|  | Drusilasaura                                                    |
|  |                                                                 |
|  | \| \| Argentinosaurus \| \| \| \| \| \| Patagotitan \| \| \| \| |
|  |                                                                 |
|  | Argentinosaurus                                                 |
|  |                                                                 |
|  | Patagotitan                                                     |
|  |                                                                 |

|  | Argentinosaurus |
|  |                 |
|  | Patagotitan     |
|  |                 |

|  | Futalognkosaurus |
|  |                  |
|  | Quetecsaurus     |
|  |                  |

|  | Puertasaurus                                                    |
|  |                                                                 |
|  | Drusilasaura                                                    |
|  |                                                                 |
|  | \| \| Argentinosaurus \| \| \| \| \| \| Patagotitan \| \| \| \| |
|  |                                                                 |
|  | Argentinosaurus                                                 |
|  |                                                                 |
|  | Patagotitan                                                     |
|  |                                                                 |

|  | Argentinosaurus |
|  |                 |
|  | Patagotitan     |
|  |                 |

|  | Futalognkosaurus |
|  |                  |
|  | Quetecsaurus     |
|  |                  |

|  | Puertasaurus                                                    |
|  |                                                                 |
|  | Drusilasaura                                                    |
|  |                                                                 |
|  | \| \| Argentinosaurus \| \| \| \| \| \| Patagotitan \| \| \| \| |
|  |                                                                 |
|  | Argentinosaurus                                                 |
|  |                                                                 |
|  | Patagotitan                                                     |
|  |                                                                 |

|  | Argentinosaurus |
|  |                 |
|  | Patagotitan     |
|  |                 |

|  | Futalognkosaurus |
|  |                  |
|  | Quetecsaurus     |
|  |                  |

|  | Puertasaurus                                                    |
|  |                                                                 |
|  | Drusilasaura                                                    |
|  |                                                                 |
|  | \| \| Argentinosaurus \| \| \| \| \| \| Patagotitan \| \| \| \| |
|  |                                                                 |
|  | Argentinosaurus                                                 |
|  |                                                                 |
|  | Patagotitan                                                     |
|  |                                                                 |

|  | Argentinosaurus |
|  |                 |
|  | Patagotitan     |
|  |                 |

|  | Futalognkosaurus |
|  |                  |
|  | Quetecsaurus     |
|  |                  |

|  | Puertasaurus                                                    |
|  |                                                                 |
|  | Drusilasaura                                                    |
|  |                                                                 |
|  | \| \| Argentinosaurus \| \| \| \| \| \| Patagotitan \| \| \| \| |
|  |                                                                 |
|  | Argentinosaurus                                                 |
|  |                                                                 |
|  | Patagotitan                                                     |
|  |                                                                 |

|  | Argentinosaurus |
|  |                 |
|  | Patagotitan     |
|  |                 |

|  | Futalognkosaurus |
|  |                  |
|  | Quetecsaurus     |
|  |                  |

|  | Puertasaurus                                                    |
|  |                                                                 |
|  | Drusilasaura                                                    |
|  |                                                                 |
|  | \| \| Argentinosaurus \| \| \| \| \| \| Patagotitan \| \| \| \| |
|  |                                                                 |
|  | Argentinosaurus                                                 |
|  |                                                                 |
|  | Patagotitan                                                     |
|  |                                                                 |

|  | Argentinosaurus |
|  |                 |
|  | Patagotitan     |
|  |                 |

|  | Futalognkosaurus |
|  |                  |
|  | Quetecsaurus     |
|  |                  |

|  | Puertasaurus                                                    |
|  |                                                                 |
|  | Drusilasaura                                                    |
|  |                                                                 |
|  | \| \| Argentinosaurus \| \| \| \| \| \| Patagotitan \| \| \| \| |
|  |                                                                 |
|  | Argentinosaurus                                                 |
|  |                                                                 |
|  | Patagotitan                                                     |
|  |                                                                 |

|  | Argentinosaurus |
|  |                 |
|  | Patagotitan     |
|  |                 |

|  | Futalognkosaurus |
|  |                  |
|  | Quetecsaurus     |
|  |                  |

|  | Puertasaurus                                                    |
|  |                                                                 |
|  | Drusilasaura                                                    |
|  |                                                                 |
|  | \| \| Argentinosaurus \| \| \| \| \| \| Patagotitan \| \| \| \| |
|  |                                                                 |
|  | Argentinosaurus                                                 |
|  |                                                                 |
|  | Patagotitan                                                     |
|  |                                                                 |

|  | Argentinosaurus |
|  |                 |
|  | Patagotitan     |
|  |                 |

|  | Futalognkosaurus |
|  |                  |
|  | Quetecsaurus     |
|  |                  |

|  | Puertasaurus                                                    |
|  |                                                                 |
|  | Drusilasaura                                                    |
|  |                                                                 |
|  | \| \| Argentinosaurus \| \| \| \| \| \| Patagotitan \| \| \| \| |
|  |                                                                 |
|  | Argentinosaurus                                                 |
|  |                                                                 |
|  | Patagotitan                                                     |
|  |                                                                 |

|  | Argentinosaurus |
|  |                 |
|  | Patagotitan     |
|  |                 |

|  | Futalognkosaurus |
|  |                  |
|  | Quetecsaurus     |
|  |                  |

|  | Puertasaurus                                                    |
|  |                                                                 |
|  | Drusilasaura                                                    |
|  |                                                                 |
|  | \| \| Argentinosaurus \| \| \| \| \| \| Patagotitan \| \| \| \| |
|  |                                                                 |
|  | Argentinosaurus                                                 |
|  |                                                                 |
|  | Patagotitan                                                     |
|  |                                                                 |

|  | Argentinosaurus |
|  |                 |
|  | Patagotitan     |
|  |                 |

|  | Futalognkosaurus |
|  |                  |
|  | Quetecsaurus     |
|  |                  |

|  | Puertasaurus                                                    |
|  |                                                                 |
|  | Drusilasaura                                                    |
|  |                                                                 |
|  | \| \| Argentinosaurus \| \| \| \| \| \| Patagotitan \| \| \| \| |
|  |                                                                 |
|  | Argentinosaurus                                                 |
|  |                                                                 |
|  | Patagotitan                                                     |
|  |                                                                 |

|  | Argentinosaurus |
|  |                 |
|  | Patagotitan     |
|  |                 |

|  | Futalognkosaurus |
|  |                  |
|  | Quetecsaurus     |
|  |                  |

|  | Puertasaurus                                                    |
|  |                                                                 |
|  | Drusilasaura                                                    |
|  |                                                                 |
|  | \| \| Argentinosaurus \| \| \| \| \| \| Patagotitan \| \| \| \| |
|  |                                                                 |
|  | Argentinosaurus                                                 |
|  |                                                                 |
|  | Patagotitan                                                     |
|  |                                                                 |

|  | Argentinosaurus |
|  |                 |
|  | Patagotitan     |
|  |                 |

|  | Futalognkosaurus |
|  |                  |
|  | Quetecsaurus     |
|  |                  |

|  | Puertasaurus                                                    |
|  |                                                                 |
|  | Drusilasaura                                                    |
|  |                                                                 |
|  | \| \| Argentinosaurus \| \| \| \| \| \| Patagotitan \| \| \| \| |
|  |                                                                 |
|  | Argentinosaurus                                                 |
|  |                                                                 |
|  | Patagotitan                                                     |
|  |                                                                 |

|  | Argentinosaurus |
|  |                 |
|  | Patagotitan     |
|  |                 |

|  | Futalognkosaurus |
|  |                  |
|  | Quetecsaurus     |
|  |                  |

|  | Puertasaurus                                                    |
|  |                                                                 |
|  | Drusilasaura                                                    |
|  |                                                                 |
|  | \| \| Argentinosaurus \| \| \| \| \| \| Patagotitan \| \| \| \| |
|  |                                                                 |
|  | Argentinosaurus                                                 |
|  |                                                                 |
|  | Patagotitan                                                     |
|  |                                                                 |

|  | Argentinosaurus |
|  |                 |
|  | Patagotitan     |
|  |                 |

|  | Futalognkosaurus |
|  |                  |
|  | Quetecsaurus     |
|  |                  |

|  | Puertasaurus                                                    |
|  |                                                                 |
|  | Drusilasaura                                                    |
|  |                                                                 |
|  | \| \| Argentinosaurus \| \| \| \| \| \| Patagotitan \| \| \| \| |
|  |                                                                 |
|  | Argentinosaurus                                                 |
|  |                                                                 |
|  | Patagotitan                                                     |
|  |                                                                 |

|  | Argentinosaurus |
|  |                 |
|  | Patagotitan     |
|  |                 |

|  | Rapetosaurus                                               |
|  |                                                            |
|  | \| \| Isisaurus \| \| \| \| \| \| Tapuiasaurus \| \| \| \| |
|  |                                                            |
|  | Isisaurus                                                  |
|  |                                                            |
|  | Tapuiasaurus                                               |
|  |                                                            |

|  | Isisaurus    |
|  |              |
|  | Tapuiasaurus |
|  |              |

|  | Rapetosaurus                                               |
|  |                                                            |
|  | \| \| Isisaurus \| \| \| \| \| \| Tapuiasaurus \| \| \| \| |
|  |                                                            |
|  | Isisaurus                                                  |
|  |                                                            |
|  | Tapuiasaurus                                               |
|  |                                                            |

|  | Isisaurus    |
|  |              |
|  | Tapuiasaurus |
|  |              |

|  | Rapetosaurus                                               |
|  |                                                            |
|  | \| \| Isisaurus \| \| \| \| \| \| Tapuiasaurus \| \| \| \| |
|  |                                                            |
|  | Isisaurus                                                  |
|  |                                                            |
|  | Tapuiasaurus                                               |
|  |                                                            |

|  | Isisaurus    |
|  |              |
|  | Tapuiasaurus |
|  |              |

|  | Rapetosaurus                                               |
|  |                                                            |
|  | \| \| Isisaurus \| \| \| \| \| \| Tapuiasaurus \| \| \| \| |
|  |                                                            |
|  | Isisaurus                                                  |
|  |                                                            |
|  | Tapuiasaurus                                               |
|  |                                                            |

|  | Isisaurus    |
|  |              |
|  | Tapuiasaurus |
|  |              |

|  | Rapetosaurus                                               |
|  |                                                            |
|  | \| \| Isisaurus \| \| \| \| \| \| Tapuiasaurus \| \| \| \| |
|  |                                                            |
|  | Isisaurus                                                  |
|  |                                                            |
|  | Tapuiasaurus                                               |
|  |                                                            |

|  | Isisaurus    |
|  |              |
|  | Tapuiasaurus |
|  |              |

|  | Rapetosaurus                                               |
|  |                                                            |
|  | \| \| Isisaurus \| \| \| \| \| \| Tapuiasaurus \| \| \| \| |
|  |                                                            |
|  | Isisaurus                                                  |
|  |                                                            |
|  | Tapuiasaurus                                               |
|  |                                                            |

|  | Isisaurus    |
|  |              |
|  | Tapuiasaurus |
|  |              |

|  | Rapetosaurus                                               |
|  |                                                            |
|  | \| \| Isisaurus \| \| \| \| \| \| Tapuiasaurus \| \| \| \| |
|  |                                                            |
|  | Isisaurus                                                  |
|  |                                                            |
|  | Tapuiasaurus                                               |
|  |                                                            |

|  | Isisaurus    |
|  |              |
|  | Tapuiasaurus |
|  |              |

|  | Rapetosaurus                                               |
|  |                                                            |
|  | \| \| Isisaurus \| \| \| \| \| \| Tapuiasaurus \| \| \| \| |
|  |                                                            |
|  | Isisaurus                                                  |
|  |                                                            |
|  | Tapuiasaurus                                               |
|  |                                                            |

|  | Isisaurus    |
|  |              |
|  | Tapuiasaurus |
|  |              |

|  | Rapetosaurus                                               |
|  |                                                            |
|  | \| \| Isisaurus \| \| \| \| \| \| Tapuiasaurus \| \| \| \| |
|  |                                                            |
|  | Isisaurus                                                  |
|  |                                                            |
|  | Tapuiasaurus                                               |
|  |                                                            |

|  | Isisaurus    |
|  |              |
|  | Tapuiasaurus |
|  |              |

|  | Rapetosaurus                                               |
|  |                                                            |
|  | \| \| Isisaurus \| \| \| \| \| \| Tapuiasaurus \| \| \| \| |
|  |                                                            |
|  | Isisaurus                                                  |
|  |                                                            |
|  | Tapuiasaurus                                               |
|  |                                                            |

|  | Isisaurus    |
|  |              |
|  | Tapuiasaurus |
|  |              |

|  | Rapetosaurus                                               |
|  |                                                            |
|  | \| \| Isisaurus \| \| \| \| \| \| Tapuiasaurus \| \| \| \| |
|  |                                                            |
|  | Isisaurus                                                  |
|  |                                                            |
|  | Tapuiasaurus                                               |
|  |                                                            |

|  | Isisaurus    |
|  |              |
|  | Tapuiasaurus |
|  |              |

|  | Rapetosaurus                                               |
|  |                                                            |
|  | \| \| Isisaurus \| \| \| \| \| \| Tapuiasaurus \| \| \| \| |
|  |                                                            |
|  | Isisaurus                                                  |
|  |                                                            |
|  | Tapuiasaurus                                               |
|  |                                                            |

|  | Isisaurus    |
|  |              |
|  | Tapuiasaurus |
|  |              |

|  | Rapetosaurus                                               |
|  |                                                            |
|  | \| \| Isisaurus \| \| \| \| \| \| Tapuiasaurus \| \| \| \| |
|  |                                                            |
|  | Isisaurus                                                  |
|  |                                                            |
|  | Tapuiasaurus                                               |
|  |                                                            |

|  | Isisaurus    |
|  |              |
|  | Tapuiasaurus |
|  |              |

|  | Rapetosaurus                                               |
|  |                                                            |
|  | \| \| Isisaurus \| \| \| \| \| \| Tapuiasaurus \| \| \| \| |
|  |                                                            |
|  | Isisaurus                                                  |
|  |                                                            |
|  | Tapuiasaurus                                               |
|  |                                                            |

|  | Isisaurus    |
|  |              |
|  | Tapuiasaurus |
|  |              |

|  | Rapetosaurus                                               |
|  |                                                            |
|  | \| \| Isisaurus \| \| \| \| \| \| Tapuiasaurus \| \| \| \| |
|  |                                                            |
|  | Isisaurus                                                  |
|  |                                                            |
|  | Tapuiasaurus                                               |
|  |                                                            |

|  | Isisaurus    |
|  |              |
|  | Tapuiasaurus |
|  |              |

|  | Rapetosaurus                                               |
|  |                                                            |
|  | \| \| Isisaurus \| \| \| \| \| \| Tapuiasaurus \| \| \| \| |
|  |                                                            |
|  | Isisaurus                                                  |
|  |                                                            |
|  | Tapuiasaurus                                               |
|  |                                                            |

|  | Isisaurus    |
|  |              |
|  | Tapuiasaurus |
|  |              |

|  | Muyelensaurus                                               |
|  |                                                             |
|  | \| \| Aeolosaurus \| \| \| \| \| \| Overosaurus \| \| \| \| |
|  |                                                             |
|  | Aeolosaurus                                                 |
|  |                                                             |
|  | Overosaurus                                                 |
|  |                                                             |

|  | Aeolosaurus |
|  |             |
|  | Overosaurus |
|  |             |

|  | Muyelensaurus                                               |
|  |                                                             |
|  | \| \| Aeolosaurus \| \| \| \| \| \| Overosaurus \| \| \| \| |
|  |                                                             |
|  | Aeolosaurus                                                 |
|  |                                                             |
|  | Overosaurus                                                 |
|  |                                                             |

|  | Aeolosaurus |
|  |             |
|  | Overosaurus |
|  |             |

|  | Futalognkosaurus |
|  |                  |
|  | Quetecsaurus     |
|  |                  |

|  | Puertasaurus                                                    |
|  |                                                                 |
|  | Drusilasaura                                                    |
|  |                                                                 |
|  | \| \| Argentinosaurus \| \| \| \| \| \| Patagotitan \| \| \| \| |
|  |                                                                 |
|  | Argentinosaurus                                                 |
|  |                                                                 |
|  | Patagotitan                                                     |
|  |                                                                 |

|  | Argentinosaurus |
|  |                 |
|  | Patagotitan     |
|  |                 |

|  | Futalognkosaurus |
|  |                  |
|  | Quetecsaurus     |
|  |                  |

|  | Puertasaurus                                                    |
|  |                                                                 |
|  | Drusilasaura                                                    |
|  |                                                                 |
|  | \| \| Argentinosaurus \| \| \| \| \| \| Patagotitan \| \| \| \| |
|  |                                                                 |
|  | Argentinosaurus                                                 |
|  |                                                                 |
|  | Patagotitan                                                     |
|  |                                                                 |

|  | Argentinosaurus |
|  |                 |
|  | Patagotitan     |
|  |                 |

|  | Futalognkosaurus |
|  |                  |
|  | Quetecsaurus     |
|  |                  |

|  | Puertasaurus                                                    |
|  |                                                                 |
|  | Drusilasaura                                                    |
|  |                                                                 |
|  | \| \| Argentinosaurus \| \| \| \| \| \| Patagotitan \| \| \| \| |
|  |                                                                 |
|  | Argentinosaurus                                                 |
|  |                                                                 |
|  | Patagotitan                                                     |
|  |                                                                 |

|  | Argentinosaurus |
|  |                 |
|  | Patagotitan     |
|  |                 |

|  | Futalognkosaurus |
|  |                  |
|  | Quetecsaurus     |
|  |                  |

|  | Puertasaurus                                                    |
|  |                                                                 |
|  | Drusilasaura                                                    |
|  |                                                                 |
|  | \| \| Argentinosaurus \| \| \| \| \| \| Patagotitan \| \| \| \| |
|  |                                                                 |
|  | Argentinosaurus                                                 |
|  |                                                                 |
|  | Patagotitan                                                     |
|  |                                                                 |

|  | Argentinosaurus |
|  |                 |
|  | Patagotitan     |
|  |                 |

|  | Futalognkosaurus |
|  |                  |
|  | Quetecsaurus     |
|  |                  |

|  | Puertasaurus                                                    |
|  |                                                                 |
|  | Drusilasaura                                                    |
|  |                                                                 |
|  | \| \| Argentinosaurus \| \| \| \| \| \| Patagotitan \| \| \| \| |
|  |                                                                 |
|  | Argentinosaurus                                                 |
|  |                                                                 |
|  | Patagotitan                                                     |
|  |                                                                 |

|  | Argentinosaurus |
|  |                 |
|  | Patagotitan     |
|  |                 |

|  | Futalognkosaurus |
|  |                  |
|  | Quetecsaurus     |
|  |                  |

|  | Puertasaurus                                                    |
|  |                                                                 |
|  | Drusilasaura                                                    |
|  |                                                                 |
|  | \| \| Argentinosaurus \| \| \| \| \| \| Patagotitan \| \| \| \| |
|  |                                                                 |
|  | Argentinosaurus                                                 |
|  |                                                                 |
|  | Patagotitan                                                     |
|  |                                                                 |

|  | Argentinosaurus |
|  |                 |
|  | Patagotitan     |
|  |                 |

|  | Futalognkosaurus |
|  |                  |
|  | Quetecsaurus     |
|  |                  |

|  | Puertasaurus                                                    |
|  |                                                                 |
|  | Drusilasaura                                                    |
|  |                                                                 |
|  | \| \| Argentinosaurus \| \| \| \| \| \| Patagotitan \| \| \| \| |
|  |                                                                 |
|  | Argentinosaurus                                                 |
|  |                                                                 |
|  | Patagotitan                                                     |
|  |                                                                 |

|  | Argentinosaurus |
|  |                 |
|  | Patagotitan     |
|  |                 |

|  | Futalognkosaurus |
|  |                  |
|  | Quetecsaurus     |
|  |                  |

|  | Puertasaurus                                                    |
|  |                                                                 |
|  | Drusilasaura                                                    |
|  |                                                                 |
|  | \| \| Argentinosaurus \| \| \| \| \| \| Patagotitan \| \| \| \| |
|  |                                                                 |
|  | Argentinosaurus                                                 |
|  |                                                                 |
|  | Patagotitan                                                     |
|  |                                                                 |

|  | Argentinosaurus |
|  |                 |
|  | Patagotitan     |
|  |                 |

|  | Futalognkosaurus |
|  |                  |
|  | Quetecsaurus     |
|  |                  |

|  | Puertasaurus                                                    |
|  |                                                                 |
|  | Drusilasaura                                                    |
|  |                                                                 |
|  | \| \| Argentinosaurus \| \| \| \| \| \| Patagotitan \| \| \| \| |
|  |                                                                 |
|  | Argentinosaurus                                                 |
|  |                                                                 |
|  | Patagotitan                                                     |
|  |                                                                 |

|  | Argentinosaurus |
|  |                 |
|  | Patagotitan     |
|  |                 |

|  | Futalognkosaurus |
|  |                  |
|  | Quetecsaurus     |
|  |                  |

|  | Puertasaurus                                                    |
|  |                                                                 |
|  | Drusilasaura                                                    |
|  |                                                                 |
|  | \| \| Argentinosaurus \| \| \| \| \| \| Patagotitan \| \| \| \| |
|  |                                                                 |
|  | Argentinosaurus                                                 |
|  |                                                                 |
|  | Patagotitan                                                     |
|  |                                                                 |

|  | Argentinosaurus |
|  |                 |
|  | Patagotitan     |
|  |                 |

|  | Futalognkosaurus |
|  |                  |
|  | Quetecsaurus     |
|  |                  |

|  | Puertasaurus                                                    |
|  |                                                                 |
|  | Drusilasaura                                                    |
|  |                                                                 |
|  | \| \| Argentinosaurus \| \| \| \| \| \| Patagotitan \| \| \| \| |
|  |                                                                 |
|  | Argentinosaurus                                                 |
|  |                                                                 |
|  | Patagotitan                                                     |
|  |                                                                 |

|  | Argentinosaurus |
|  |                 |
|  | Patagotitan     |
|  |                 |

|  | Futalognkosaurus |
|  |                  |
|  | Quetecsaurus     |
|  |                  |

|  | Puertasaurus                                                    |
|  |                                                                 |
|  | Drusilasaura                                                    |
|  |                                                                 |
|  | \| \| Argentinosaurus \| \| \| \| \| \| Patagotitan \| \| \| \| |
|  |                                                                 |
|  | Argentinosaurus                                                 |
|  |                                                                 |
|  | Patagotitan                                                     |
|  |                                                                 |

|  | Argentinosaurus |
|  |                 |
|  | Patagotitan     |
|  |                 |

|  | Futalognkosaurus |
|  |                  |
|  | Quetecsaurus     |
|  |                  |

|  | Puertasaurus                                                    |
|  |                                                                 |
|  | Drusilasaura                                                    |
|  |                                                                 |
|  | \| \| Argentinosaurus \| \| \| \| \| \| Patagotitan \| \| \| \| |
|  |                                                                 |
|  | Argentinosaurus                                                 |
|  |                                                                 |
|  | Patagotitan                                                     |
|  |                                                                 |

|  | Argentinosaurus |
|  |                 |
|  | Patagotitan     |
|  |                 |

|  | Futalognkosaurus |
|  |                  |
|  | Quetecsaurus     |
|  |                  |

|  | Puertasaurus                                                    |
|  |                                                                 |
|  | Drusilasaura                                                    |
|  |                                                                 |
|  | \| \| Argentinosaurus \| \| \| \| \| \| Patagotitan \| \| \| \| |
|  |                                                                 |
|  | Argentinosaurus                                                 |
|  |                                                                 |
|  | Patagotitan                                                     |
|  |                                                                 |

|  | Argentinosaurus |
|  |                 |
|  | Patagotitan     |
|  |                 |

|  | Futalognkosaurus |
|  |                  |
|  | Quetecsaurus     |
|  |                  |

|  | Puertasaurus                                                    |
|  |                                                                 |
|  | Drusilasaura                                                    |
|  |                                                                 |
|  | \| \| Argentinosaurus \| \| \| \| \| \| Patagotitan \| \| \| \| |
|  |                                                                 |
|  | Argentinosaurus                                                 |
|  |                                                                 |
|  | Patagotitan                                                     |
|  |                                                                 |

|  | Argentinosaurus |
|  |                 |
|  | Patagotitan     |
|  |                 |

|  | Futalognkosaurus |
|  |                  |
|  | Quetecsaurus     |
|  |                  |

|  | Puertasaurus                                                    |
|  |                                                                 |
|  | Drusilasaura                                                    |
|  |                                                                 |
|  | \| \| Argentinosaurus \| \| \| \| \| \| Patagotitan \| \| \| \| |
|  |                                                                 |
|  | Argentinosaurus                                                 |
|  |                                                                 |
|  | Patagotitan                                                     |
|  |                                                                 |

|  | Argentinosaurus |
|  |                 |
|  | Patagotitan     |
|  |                 |

|  | Muyelensaurus                                               |
|  |                                                             |
|  | \| \| Aeolosaurus \| \| \| \| \| \| Overosaurus \| \| \| \| |
|  |                                                             |
|  | Aeolosaurus                                                 |
|  |                                                             |
|  | Overosaurus                                                 |
|  |                                                             |

|  | Aeolosaurus |
|  |             |
|  | Overosaurus |
|  |             |

|  | Muyelensaurus                                               |
|  |                                                             |
|  | \| \| Aeolosaurus \| \| \| \| \| \| Overosaurus \| \| \| \| |
|  |                                                             |
|  | Aeolosaurus                                                 |
|  |                                                             |
|  | Overosaurus                                                 |
|  |                                                             |

|  | Aeolosaurus |
|  |             |
|  | Overosaurus |
|  |             |

|  | Futalognkosaurus |
|  |                  |
|  | Quetecsaurus     |
|  |                  |

|  | Puertasaurus                                                    |
|  |                                                                 |
|  | Drusilasaura                                                    |
|  |                                                                 |
|  | \| \| Argentinosaurus \| \| \| \| \| \| Patagotitan \| \| \| \| |
|  |                                                                 |
|  | Argentinosaurus                                                 |
|  |                                                                 |
|  | Patagotitan                                                     |
|  |                                                                 |

|  | Argentinosaurus |
|  |                 |
|  | Patagotitan     |
|  |                 |

|  | Futalognkosaurus |
|  |                  |
|  | Quetecsaurus     |
|  |                  |

|  | Puertasaurus                                                    |
|  |                                                                 |
|  | Drusilasaura                                                    |
|  |                                                                 |
|  | \| \| Argentinosaurus \| \| \| \| \| \| Patagotitan \| \| \| \| |
|  |                                                                 |
|  | Argentinosaurus                                                 |
|  |                                                                 |
|  | Patagotitan                                                     |
|  |                                                                 |

|  | Argentinosaurus |
|  |                 |
|  | Patagotitan     |
|  |                 |

|  | Futalognkosaurus |
|  |                  |
|  | Quetecsaurus     |
|  |                  |

|  | Puertasaurus                                                    |
|  |                                                                 |
|  | Drusilasaura                                                    |
|  |                                                                 |
|  | \| \| Argentinosaurus \| \| \| \| \| \| Patagotitan \| \| \| \| |
|  |                                                                 |
|  | Argentinosaurus                                                 |
|  |                                                                 |
|  | Patagotitan                                                     |
|  |                                                                 |

|  | Argentinosaurus |
|  |                 |
|  | Patagotitan     |
|  |                 |

|  | Futalognkosaurus |
|  |                  |
|  | Quetecsaurus     |
|  |                  |

|  | Puertasaurus                                                    |
|  |                                                                 |
|  | Drusilasaura                                                    |
|  |                                                                 |
|  | \| \| Argentinosaurus \| \| \| \| \| \| Patagotitan \| \| \| \| |
|  |                                                                 |
|  | Argentinosaurus                                                 |
|  |                                                                 |
|  | Patagotitan                                                     |
|  |                                                                 |

|  | Argentinosaurus |
|  |                 |
|  | Patagotitan     |
|  |                 |

|  | Futalognkosaurus |
|  |                  |
|  | Quetecsaurus     |
|  |                  |

|  | Puertasaurus                                                    |
|  |                                                                 |
|  | Drusilasaura                                                    |
|  |                                                                 |
|  | \| \| Argentinosaurus \| \| \| \| \| \| Patagotitan \| \| \| \| |
|  |                                                                 |
|  | Argentinosaurus                                                 |
|  |                                                                 |
|  | Patagotitan                                                     |
|  |                                                                 |

|  | Argentinosaurus |
|  |                 |
|  | Patagotitan     |
|  |                 |

|  | Futalognkosaurus |
|  |                  |
|  | Quetecsaurus     |
|  |                  |

|  | Puertasaurus                                                    |
|  |                                                                 |
|  | Drusilasaura                                                    |
|  |                                                                 |
|  | \| \| Argentinosaurus \| \| \| \| \| \| Patagotitan \| \| \| \| |
|  |                                                                 |
|  | Argentinosaurus                                                 |
|  |                                                                 |
|  | Patagotitan                                                     |
|  |                                                                 |

|  | Argentinosaurus |
|  |                 |
|  | Patagotitan     |
|  |                 |

|  | Futalognkosaurus |
|  |                  |
|  | Quetecsaurus     |
|  |                  |

|  | Puertasaurus                                                    |
|  |                                                                 |
|  | Drusilasaura                                                    |
|  |                                                                 |
|  | \| \| Argentinosaurus \| \| \| \| \| \| Patagotitan \| \| \| \| |
|  |                                                                 |
|  | Argentinosaurus                                                 |
|  |                                                                 |
|  | Patagotitan                                                     |
|  |                                                                 |

|  | Argentinosaurus |
|  |                 |
|  | Patagotitan     |
|  |                 |

|  | Futalognkosaurus |
|  |                  |
|  | Quetecsaurus     |
|  |                  |

|  | Puertasaurus                                                    |
|  |                                                                 |
|  | Drusilasaura                                                    |
|  |                                                                 |
|  | \| \| Argentinosaurus \| \| \| \| \| \| Patagotitan \| \| \| \| |
|  |                                                                 |
|  | Argentinosaurus                                                 |
|  |                                                                 |
|  | Patagotitan                                                     |
|  |                                                                 |

|  | Argentinosaurus |
|  |                 |
|  | Patagotitan     |
|  |                 |

|  | Futalognkosaurus |
|  |                  |
|  | Quetecsaurus     |
|  |                  |

|  | Puertasaurus                                                    |
|  |                                                                 |
|  | Drusilasaura                                                    |
|  |                                                                 |
|  | \| \| Argentinosaurus \| \| \| \| \| \| Patagotitan \| \| \| \| |
|  |                                                                 |
|  | Argentinosaurus                                                 |
|  |                                                                 |
|  | Patagotitan                                                     |
|  |                                                                 |

|  | Argentinosaurus |
|  |                 |
|  | Patagotitan     |
|  |                 |

|  | Futalognkosaurus |
|  |                  |
|  | Quetecsaurus     |
|  |                  |

|  | Puertasaurus                                                    |
|  |                                                                 |
|  | Drusilasaura                                                    |
|  |                                                                 |
|  | \| \| Argentinosaurus \| \| \| \| \| \| Patagotitan \| \| \| \| |
|  |                                                                 |
|  | Argentinosaurus                                                 |
|  |                                                                 |
|  | Patagotitan                                                     |
|  |                                                                 |

|  | Argentinosaurus |
|  |                 |
|  | Patagotitan     |
|  |                 |

|  | Futalognkosaurus |
|  |                  |
|  | Quetecsaurus     |
|  |                  |

|  | Puertasaurus                                                    |
|  |                                                                 |
|  | Drusilasaura                                                    |
|  |                                                                 |
|  | \| \| Argentinosaurus \| \| \| \| \| \| Patagotitan \| \| \| \| |
|  |                                                                 |
|  | Argentinosaurus                                                 |
|  |                                                                 |
|  | Patagotitan                                                     |
|  |                                                                 |

|  | Argentinosaurus |
|  |                 |
|  | Patagotitan     |
|  |                 |

|  | Futalognkosaurus |
|  |                  |
|  | Quetecsaurus     |
|  |                  |

|  | Puertasaurus                                                    |
|  |                                                                 |
|  | Drusilasaura                                                    |
|  |                                                                 |
|  | \| \| Argentinosaurus \| \| \| \| \| \| Patagotitan \| \| \| \| |
|  |                                                                 |
|  | Argentinosaurus                                                 |
|  |                                                                 |
|  | Patagotitan                                                     |
|  |                                                                 |

|  | Argentinosaurus |
|  |                 |
|  | Patagotitan     |
|  |                 |

|  | Futalognkosaurus |
|  |                  |
|  | Quetecsaurus     |
|  |                  |

|  | Puertasaurus                                                    |
|  |                                                                 |
|  | Drusilasaura                                                    |
|  |                                                                 |
|  | \| \| Argentinosaurus \| \| \| \| \| \| Patagotitan \| \| \| \| |
|  |                                                                 |
|  | Argentinosaurus                                                 |
|  |                                                                 |
|  | Patagotitan                                                     |
|  |                                                                 |

|  | Argentinosaurus |
|  |                 |
|  | Patagotitan     |
|  |                 |

|  | Futalognkosaurus |
|  |                  |
|  | Quetecsaurus     |
|  |                  |

|  | Puertasaurus                                                    |
|  |                                                                 |
|  | Drusilasaura                                                    |
|  |                                                                 |
|  | \| \| Argentinosaurus \| \| \| \| \| \| Patagotitan \| \| \| \| |
|  |                                                                 |
|  | Argentinosaurus                                                 |
|  |                                                                 |
|  | Patagotitan                                                     |
|  |                                                                 |

|  | Argentinosaurus |
|  |                 |
|  | Patagotitan     |
|  |                 |

|  | Futalognkosaurus |
|  |                  |
|  | Quetecsaurus     |
|  |                  |

|  | Puertasaurus                                                    |
|  |                                                                 |
|  | Drusilasaura                                                    |
|  |                                                                 |
|  | \| \| Argentinosaurus \| \| \| \| \| \| Patagotitan \| \| \| \| |
|  |                                                                 |
|  | Argentinosaurus                                                 |
|  |                                                                 |
|  | Patagotitan                                                     |
|  |                                                                 |

|  | Argentinosaurus |
|  |                 |
|  | Patagotitan     |
|  |                 |

|  | Futalognkosaurus |
|  |                  |
|  | Quetecsaurus     |
|  |                  |

|  | Puertasaurus                                                    |
|  |                                                                 |
|  | Drusilasaura                                                    |
|  |                                                                 |
|  | \| \| Argentinosaurus \| \| \| \| \| \| Patagotitan \| \| \| \| |
|  |                                                                 |
|  | Argentinosaurus                                                 |
|  |                                                                 |
|  | Patagotitan                                                     |
|  |                                                                 |

|  | Argentinosaurus |
|  |                 |
|  | Patagotitan     |
|  |                 |